# Evangelische Kirche Girkhausen

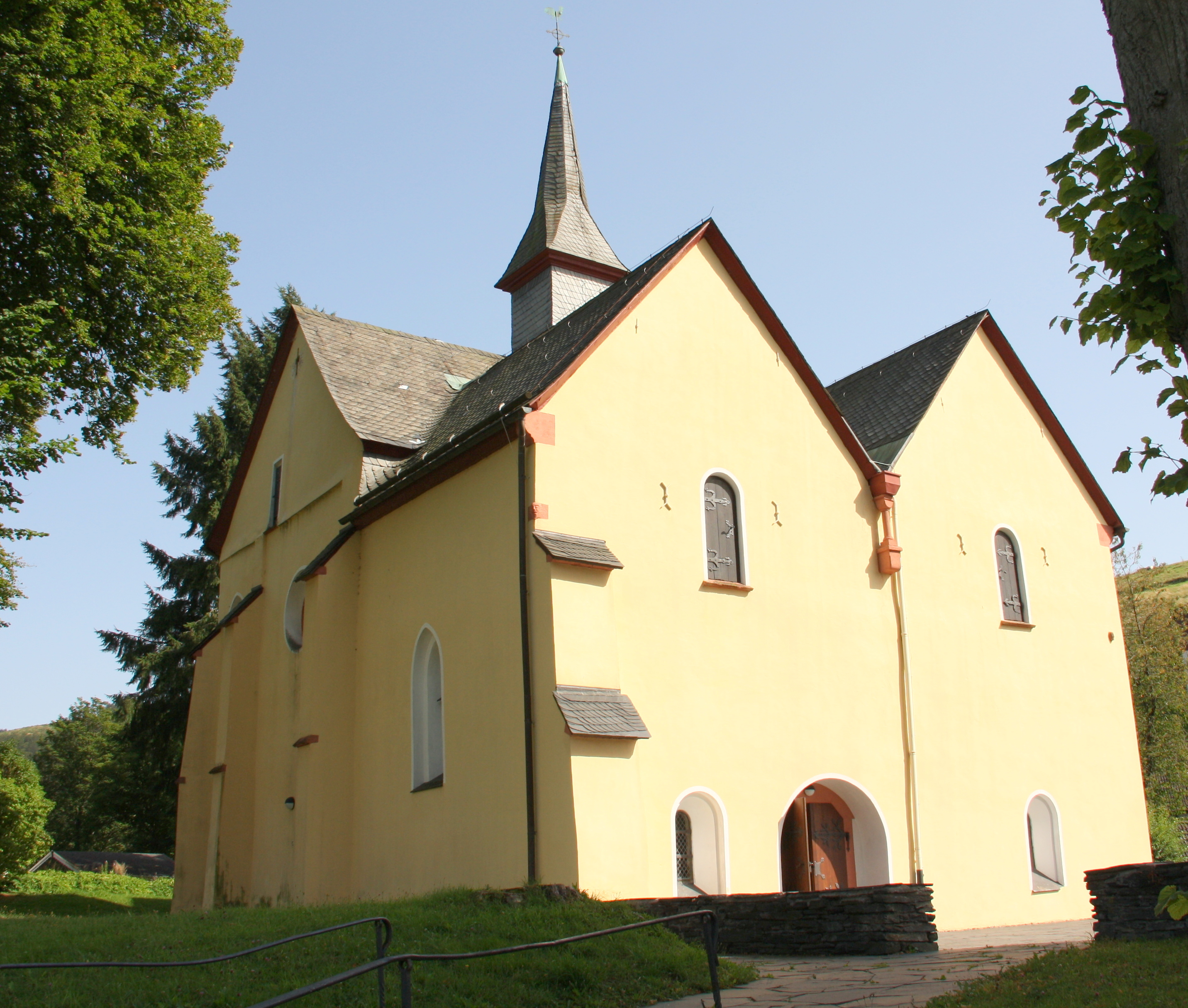
Kirche Girkhausen

Die Evangelische Kirche ist ein denkmalgeschütztes Kirchengebäude in Girkhausen, einem Stadtteil von Bad Berleburg im Kreis Siegen-Wittgenstein (Nordrhein-Westfalen).

## Geschichte und Architektur
Die ehemalige Pfarr- und Wallfahrtskirche St. Marien ist eine zweischiffige, zweijochige Hallenkirche mit zwei parallelen Chören im 5/8 Schluss. Die Ursprünge der Wallfahrt sind nicht mehr feststellbar, sie wurde nach Einführung der Reformation im Laufe des 16. Jahrhunderts eingestellt. Das ursprünglich vierjochige Langhaus wurde im 13. Jahrhundert errichtet. Die romanische Ostpartie wurde um 1300 durch ein zweischiffiges querhausartiges Ostjoch mit zwei Apsiden ersetzt. Die drei Westjoche stürzten 1680 ein, sie wurden nicht wieder aufgebaut. Dadurch steht der gotische Turm jetzt frei. Im verkürzten Langhaus wurden Emporen eingebaut.
Der schlichte Bruchsteinbau mit Strebepfeilern ist verputzt. Das romanische Joch ist mit Längsdächern und das gotische mit einem Querdach gedeckt. Dem gotischen Joch wurde ein Dachreiter aufgesetzt. Die Chöre sind durch zweibahnige Maßwerkfenster gegliedert. Die Westwand und der südliche Vorbau wurden von 1909 bis 1910 gebaut.
Das durch Maßwerkfenster gegliederte Abschlussgeschoss des Turmes ist gotisch. Der Turmhelm wurde 1909 erneuert. Das erste Obergeschoss wurde 1920 als Kriegergedächtnishalle eingerichtet. Die Westseite wurde 1992 neu aufgemauert. 
Die Gewölbe im Inneren ruhen auf kräftigen Rundpfeilern und Wandvorlagen. In das Westjoch wurden Kreuzgratgewölbe, in die Chöre und das Ostjoch wurden Kreuzrippengewölbe eingezogen. Die im Gewölbe aufgemalten Sterne wurden in Anlehnung an einen Befund aus dem 14. Jahrhundert erneuert. An der Südwand befindet sich eine Inschrift mit der Nennung eines Stifters Wypert, einen Hinweis auf drei Glocken und die Bezeichnung 1298.

## Ausstattung
- Eine spätmittelalterliche Sakramentsnische mit Resten der gemalten Umrahmung
- Die Nordempore ist mit 1680 bezeichnet
- Die Westempore trägt die Bezeichnung 1729
- Zwei Grabplatten der ortsansässigen Familie von Gerhardenhausen
- Ein Kinderepitaph von 1647

Glocken
Im freistehenden Glockenturm hängen vier Glocken. Die größte Glocke ist mit AVE MARIA beschriftet und stammt aus dem Mittelalter. Die kleinste Glocke wurde in den 1880er Jahren vom Bochumer Verein als Schulglocke gefertigt und besteht nicht aus Bronze wie die anderen Glocken, sondern aus Gussstahl.

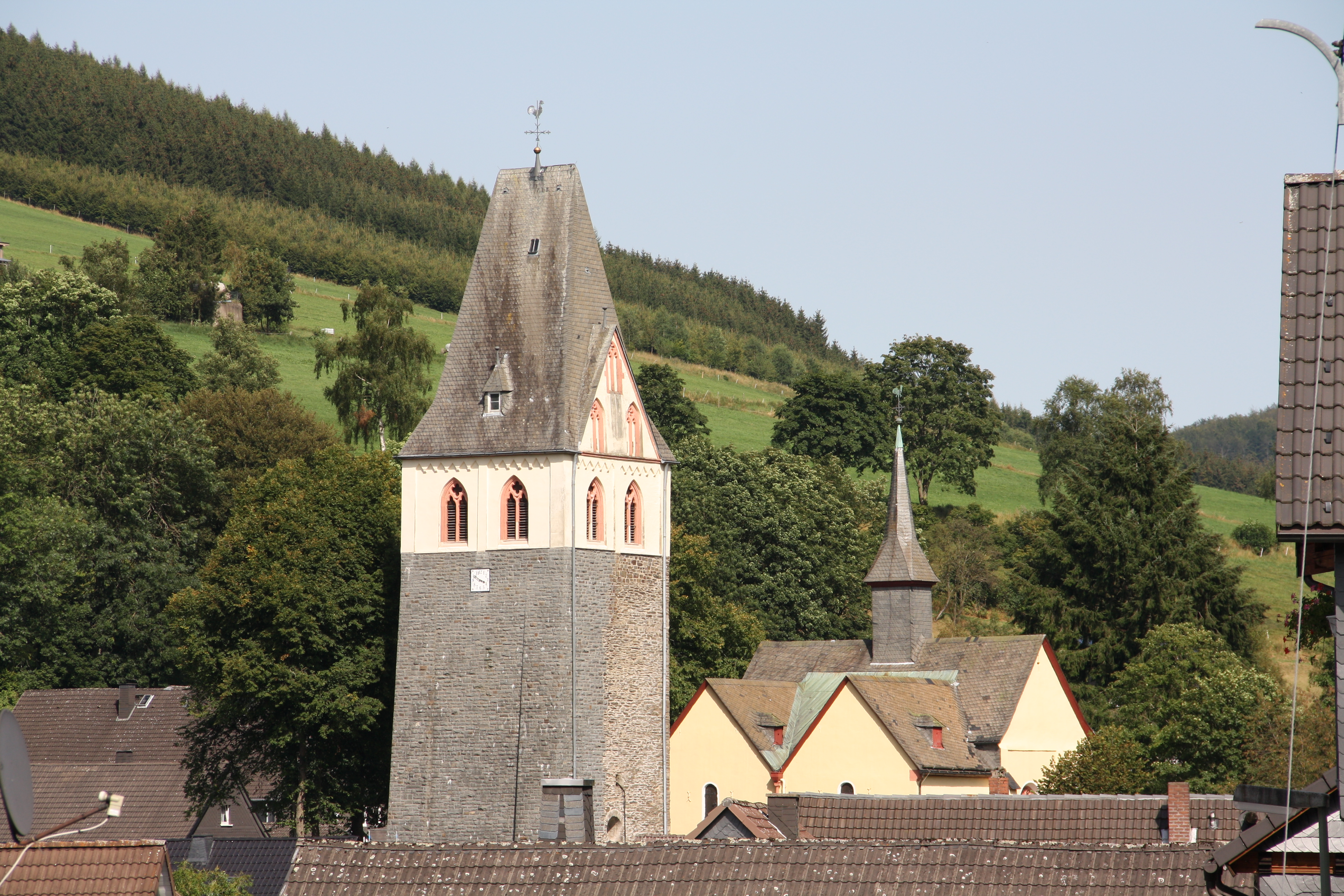
Turm und Kirchendach

| Glocke | Gussjahr | Gießer              | Gewicht ca. | Durchmesser | Schlagton |
| ------ | -------- | ------------------- | ----------- | ----------- | --------- |
| 1      | ca. 1298 |                     | 1600 kg     | 1350 mm     | d′ +6     |
| 2      | 1654     |                     | 900 kg      | 1125 mm     | e′ +5     |
| 3      | 1968     | Gebr. Rincker, Sinn | 600 kg      | 978 mm      | g′ +7     |
| 4      | 1880/83  | Bochumer Verein     | 130 kg      | 650 mm      | fis″ +1   |